# Laboulbenia sphaerii
Laboulbenia sphaerii är en svampart som tillhör divisionen sporsäcksvampar, och som beskrevs av Sergio Santamaría. Laboulbenia sphaerii ingår i släktet Laboulbenia, och familjen Laboulbeniaceae. Arten är reproducerande i Sverige.